# 国際連合予防展開軍
国際連合予防展開軍（こくさいれんごうよぼうてんかいぐん United Nations Preventive Deployment Force,UNPREDEP)はマケドニア共和国に展開した国際連合平和維持活動。1995年3月31日の国際連合安全保障理事会決議983に基づき設立された。

## 概要
ユーゴスラビア紛争の停戦監視には、1992年より国際連合保護軍(UNPROFOR)がその任にあたっていた。1992年12月よりUNPROFORは、民族対立により衝突の懸念が出てきたユーゴスラビア連邦共和国（コソヴォ）とマケドニア共和国の境界部に予防展開し、紛争の防止にあたることとなった。国連PKFの事前展開はこれが初めての事である。
1995年3月31日の安保理決議983により、マケドニアでの任務はUNPROFORより再編制された国際連合予防展開軍(United Nations Preventive Deployment Force,UNPREDEP)が行なうこととなった。UNPREDEPの任務はマケドニア共和国とユーゴスラビア連邦共和国の国境地域を監視し、武力紛争の発生を抑止することにある。1999年2月時点の規模は兵員1,049名、軍事監視要員35名、ほかに文民スタッフとなっている。
UNPREDEPは展開を続け、紛争の抑止に成功した。しかし、マケドニア共和国が中華民国との国交を樹立したことにより、任期延長に対する中華人民共和国の賛成を得られず、1999年2月28日に活動を終了した。